# Firozpur (huyện)
Huyện Firozpur là một huyện thuộc bang Punjab, Ấn Độ. Thủ phủ huyện Firozpur đóng ở Firozpur. Huyện Firozpur có diện tích 5865 ki lô mét vuông. Đến thời điểm năm 2001, huyện Firozpur có dân số 1744753 người.